# Titularbistum Lorium
Lorium ist ein Titularbistum der römisch-katholischen Kirche.
Es geht zurück auf einen antiken Bischofssitz in der Stadt Lorium, die sich in der italienischen Region Latium befand.
| Titularbischöfe von Lorium |                                                        |                                                 |                   |                   |
| Nr.                        | Name                                                   | Amt                                             | von               | bis               |
| 1                          | John Joseph McEleney SJ Titularerzbischof pro hac vice | emeritierter Erzbischof von Kingston (Jamaika)  | 1. September 1970 | 23. Dezember 1970 |
| 2                          | Jean Jérôme Hamer OP Titularerzbischof pro hac vice    | Kurienerzbischof                                | 14. Juni 1973     | 25. Mai 1985      |
| 3                          | Ennio Appignanesi Titularerzbischof pro hac vice       | Weihbischof in Rom (Italien)                    | 3. Juli 1985      | 21. Januar 1988   |
| 4                          | Carlos Filipe Ximenes Belo SDB                         | Apostolischer Administrator von Dili (Osttimor) | 21. März 1988     |                   |